# Greg Leffler

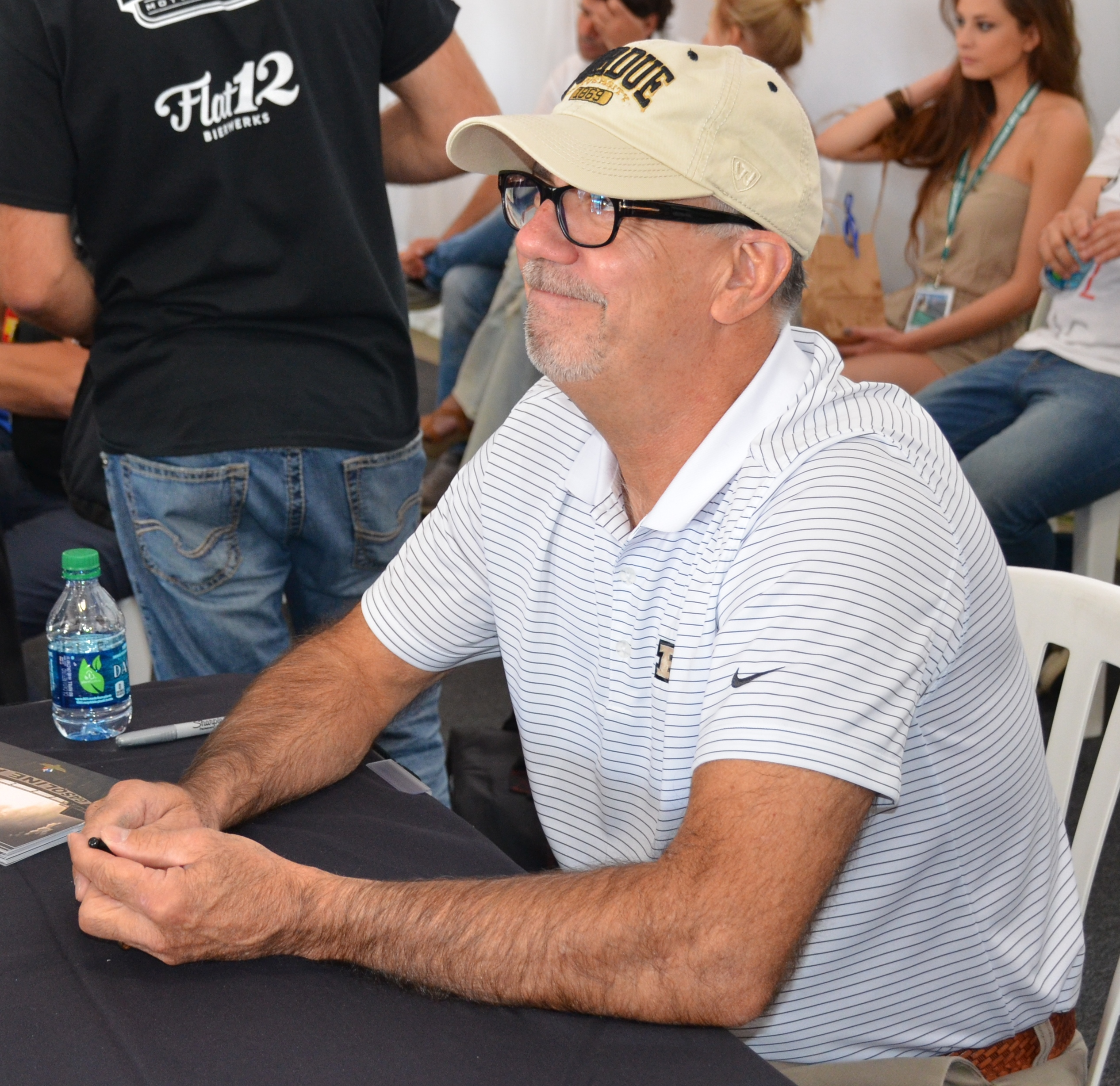
Greg Leffler in 2015

Greg Leffler (Indianapolis, 27 december 1951) is een voormalig autocoureur uit de Verenigde Staten. Tussen 1980 en 1983 nam hij deel aan 16 USAC en Champ Car races.
Zijn beste resultaat was een zesde plaats in 1982 in Riverside.
In 1980 nam hij voor de eerste en enige maal deel aan de 500 mijlen van Indianapolis. Hij vertrok van op de 23e plaats en finishte als tiende.